# Președinția lui John Fitzgerald Kennedy

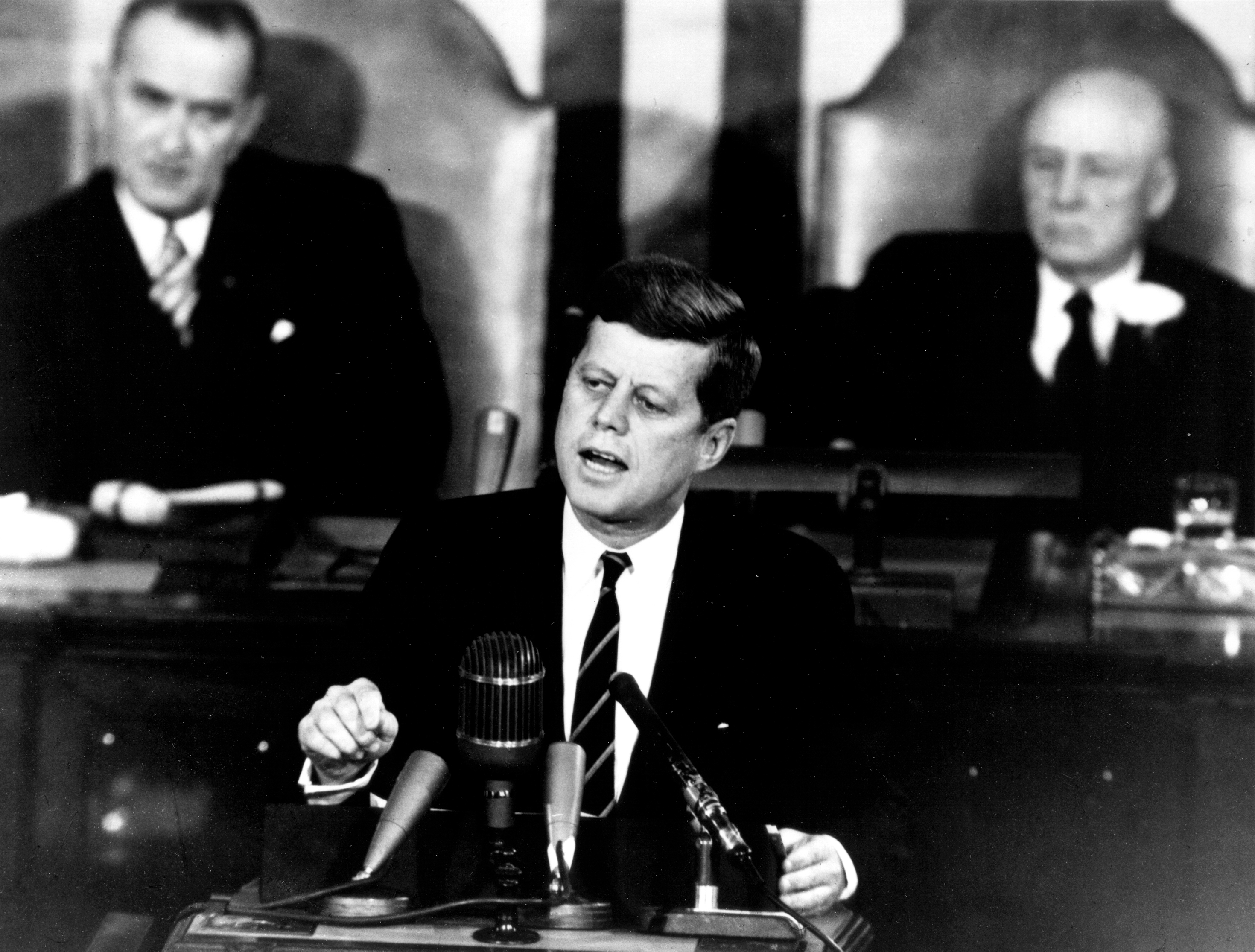
Kennedy propune Congresului, în mai 1961, un program de aselenizare a oamenilor pe Lună. Johnson și Sam Rayburn sunt așezați în spatele lui.

Președinția lui John Fitzgerald Kennedy a început la 20 ianuarie 1961, data învestiturii / investiturii lui John Fitzgerald Kennedy în calitate de  al 35-lea Președinte al Statelor Unite ale Americii, și a luat sfârșit odată cu asasinarea acestuia, la 22 noiembrie 1963, la Dallas. 
Membru al Partidului Democrat, Kennedy a intrat în funcție după ce l-a învins pe vicepreședintele din administrația Dwight D. Eisenhower, Richard Nixon, candidat al Partidului Republican, la alegerile președințiale din 1960. A fost înlocuit după decesul său de către vicepreședintele în funcție, Lyndon B. Johnson.

## Caracteristici
Mandatul lui Kennedy a fost marcat de multe tensiuni legate de Războiul Rece, în special cu Uniunea Sovietică și Cuba. În Cuba, o încercare de a-l răsturna pe dictatorul Fidel Castro a fost efectuată în aprilie 1961 în Golful Porcilor, dar s-a încheiat cu un eșec. Administrația Kennedy s-a opus ulterior voinței statului major american de a orchestra operațiuni cubaneze false pe pământ american, care ar fi avut scopul de a convinge opinia publică de necesitatea unui război împotriva Cubei. În octombrie 1962, descoperirea rachetelor sovietice desfășurate în Cuba a înfiorat comunitatea internațională. Această perioadă de neliniște a ajuns să fie cunoscută sub numele de Criza rachetelor cubaneze și este considerată de mulți istorici ca fiind momentul din Războiul Rece când a fost foarte aproape să devină război nuclear și să se transforme în Al Treilea Război Mondial.
Kennedy a multiplicat cu 25 numărul consilierilor militari americani prezenți în Vietnamul de Sud în raport cu predecesorul său Dwight D. Eisenhower; la moartea lui Kennedy, a existat o nouă escaladare a rolului american în Războiul din Vietnam. Conjunctura americană a epocii nu i-a permis lui Kennedy să fie adoptat întregul său program intitulat New Frontier, dar mandatul său a trăit crearea Peace Corps, mari progrese în Cursa Spațială și adoptarea Trade Expansion Act care viza îndeosebi scăderea prețurilor bunurilor de consum. Kennedy a susținut cu forță Mișcarea pentru Drepturile Civile, iar după moartea sa, proiectul său de lege asupra drepturilor civile a fost adoptat sub numele de
Legea drepturilor civile din 1964. Acest text de lege a permis lupta contra segregării rasiale care atinsese paroxismul în acea epocă.
Kennedy a fost asasinat în noiembrie 1963 în timp ce vizita Dallas, Texas. Deși Comisia Warren a conchis că Lee Harvey Oswald a acționat singur în asasinarea președintelui, moartea lui Kennedy a dat naștere la diferite teorii ale conspirației. Kennedy a fost atât primul catolic care a ocupat funcția de președinte al Statelor Unite, cât și cel mai tânăr individ care a câștigat alegerile președințiale din SUA. Istoricii și politologii îl consideră în general pe Kennedy un președinte „peste medie”.